# Альцисы
Альцисы (прагерм. *Alhiz или *Algiz) — в германской мифологии — двое молодых братьев-близнецов, которым поклонялись наханарвалы, германское племя из Центральной Европы. Альцисы упомянуты римским историком и сенатором Тацитом в его книге «Германия», написанной около 98 г. н. э.

## Этимология
По мнению некоторых ученых, теоним Alcis следует интерпретировать как латинизированную форму протогерманского alhiz ~ algiz (варианты elhaz ~ elhōn), что означает «лось (Alces alces)». Таким образом, он может быть родственным древнескандинавскому elgr от algiz , а также с древнеанглийскому eolh и древневерхненемецкому elaho от *elho-, *elhōn-. Это сделало бы братьев-Алцисов богами лосей или оленей. Согласно Оксфордскому словарю английского языка, латинские alces и греческие álkē (ἄλκη) были «вероятно заимствованы из германского или какого-либо другого северного языка».
Другие ученые предполагают связь alhiz и германского корня alh- (гот. alhs 'храм', др.-англ. 'ealgian 'защищать'; также лит. alkas «святая роща») и, таким образом, интерпретировать Alcis как «защищающих» божеств.

## Аттестация
Согласно Тациту, Альцисы были божественной парой, которой поклонялись нахарвалы. Он идентифицирует последних как подгруппу лугиев, которых он, по-видимому, помещает в Силезию. Римский историк утверждает, что культ происходил в священной роще под предводительством жреца, одетого в женскую одежду. Имя божеств — Alcis. Их представляли юношами и почитали как братьев, но их не изображали. Сходство с Кастором и Поллуксом отмечается Тацитом, хотя он утверждает, что культ был местным, а не производным от греко-римского.

У наганарвалов показывают рощу, освященную древним культом. Возглавляет его жрец в женском  наряде, а о богах, которых в ней почитают, они говорят, что, если сопоставить их с римскими, то это — Кастор и Поллукс. Такова их сущность, а имя им — Альцисы.  Здесь нет никаких изображений, никаких следов иноземного культа; однако им поклоняются как братьям, как юношам.— Tacitus. Ch.43.
Источник информации Тацита об Альцисах остается неясным. Поскольку нахарвалы жили далеко от Рейнской области, он, должно быть, узнал о божествах из второстепенного источника, либо от представителей других германских племен, живших ближе к империи, либо от кого-либо, кто путешествовал из империи в землю нахарвалов. По словам ученого Джеймса Б. Ривза, последняя гипотеза кажется наиболее вероятной: янтарный путь проходил через территорию современной Силезии, а также известно, что древние купцы составляли описания своего путешествия. Более того, интерпретация Альцисов как эквивалента Кастору и Полуксу, вероятно, была сделана кем-то из греко-римского мира.

## Интерпретации
Альцисы обычно рассматриваются учеными как вариант Божественных Близнецов, пары всадников из индоевропейской мифологии. Тацит отождествляет Альциса с греко-римскими Кастором и Поллуксом, ещё одним вероятным отражением Божественных Близнецов (наряду с Ашвинами, Ашвенай и Диевой Дели). Несмотря на отсутствие графического изображения, римский историк (или его источник), вероятно, сделал этот «перевод», основываясь на том, что Альцисы описываются как божественные юноши и братья.
Это может подтверждать интерпретацию Альцисов как лосиных богов, хотя широко распространённое описание Божественных Близнецов как спасителей, целителей и помощников в других индоевропейских мифологиях не исключает второго предложения о богах-защитниках. Культ может быть связан с германской руной Альгиз (ᛉ), которая интерпретируется в более позднем древнескандинавском Sigrdrífumál как laeknishendr («исцеляющие руки»).

## Комментарии
1. ↑  Согласно Закону Гримма, праиндоевропейский звук */k/ превратился в прагерманский /h/ ([x]). Это звуковое соответствие побудило латинских авторов передать германский придыхательный /h/, неизвестный в их родном языке, как велярный взрывной /k/.
2. ↑  Балтийское «алкас» обозначает «священные места», где совершались «священные подношения». К таким участкам относятся болота («алка(ос)/аукос»), реки («алкупяй») и островки («алкос салос»).'"`UNIQ--ref-0000000A-QINU`"'